# Paraxenis
Paraxenis é um gênero de mariposa pertencente à família Acrolepiidae.